# Losap Municipality
Losap Municipality är en kommun i Mikronesiska federationen.   Den ligger i delstaten Chuuk, i den västra delen av landet, 600 km väster om huvudstaden Palikir. Antalet invånare är 448.
Följande samhällen finns i Losap Municipality:
- Losap Village